# Рашитов Улугбек Ісматуллаєвич
Улугбек Ісматуллаєвич Рашитов (узб. Ulugbek Ismatullaevich Rashitov, нар. 23 березня 2002) — узбецький тхеквондист, олімпійський чемпіон 2020 та 2024 років.

## Виступи на Олімпіадах
| Олімпіада  | Дисципліна | Місце |
| ---------- | ---------- | ----- |
| Токіо 2020 | до 68 кг   | 1     |
| Париж 2024 | до 68 кг   | 1     |